# Alpina (Uhrenmarke)

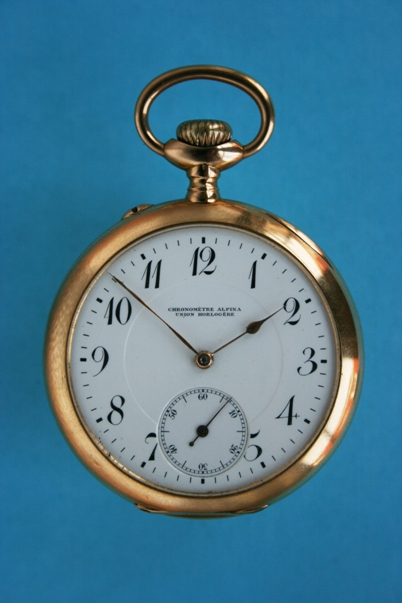
Chronomètre Alpina Union Horlogère, um 1910

Alpina ist eine Schweizer Uhrenmarke. Sie wurde 1883 als Alpina Union Horlogerie S.A. (deutscher Name: Schweizerische Uhrmacher-Genossenschaft (SUG)) von Gottlieb Hauser in Biel BE gegründet. Es handelte sich um eine Genossenschaft von Händlern und Herstellern, welche die Beschaffung von und den Grosshandel mit qualitativ hochwertigen Armband- und Taschenuhren sowie deren Teilen und Werken zum Ziel hatte.
Das 1886 in Hannover gegründete Unternehmen M. Stellmann fungierte anfangs als Alleinvertretung der Marke in Deutschland.
Ab 1890 besass die Firma ein eigenes Verwaltungsgebäude und ein Warenlager in Biel. 1899 wurde Hauser zum Hauptgeschäftsführer berufen, und in Berlin wurde unter der Leitung von Direktor Emil Rothmann eine Dependance gegründet, aus der 1917 die Deutsche Uhrmacher-Genossenschaft Alpina (Dugena) in Eisenach hervorging. Nach dem Zweiten Weltkrieg siedelte das Unternehmen 1946 nach Darmstadt über.
1905 zählten mehr als 20 Unternehmen zur Genossenschaft. 1908 wurde die Alpina Union Horlogère gegründet, die 1972 aufgelöst wurde.
2002 wurde Alpina von Frédérique Constant übernommen. Ende Mai 2016 kaufte der japanische Uhrenkonzern Citizen die Schweizer Frédérique-Constant-Gruppe mit den Marken Alpina und Ateliers de Monaco.

## Alpina Watches International SA
Das Schweizer Unternehmen besteht nach wie vor mit Sitz in Genf und verkauft unter dem Markennamen Alpina Geneve mechanische und Quarz-Armbanduhren.